# Voyager (jeu vidéo, 1989)
Pour les articles homonymes, voir Voyager.
Voyager est un jeu vidéo de combat spatial édité par Ocean Software en 1989 sur Amiga et Atari ST.

## Synopsis
En l'an 2039, les forces de Roxis se sont déployés sur les satellites de Saturne en vue de préparer un assaut sur la Terre. De retour après une condamnation à cinquante années d'exil, le pilote Luke Snayles est recruté pour détruire les installations ennemies.

## Système de jeu
Voyager est un jeu en 3D temps réel qui s'inscrit dans la lignée de Battlezone (1980) et de Starglider 2 (1988). Le joueur contrôle un vaisseau de combat, d'abord terrestre puis aérien (à faible altitude). Le jeu est tourné vers l'action tout en requérant un maniement technique et un sens tactique dans les déplacements. L'environnement est visualisé en vue subjective depuis l'habitacle. L'objectif est de détruire les 80 ennemis terrestres ou volants de la planète puis de s'échapper par un portail avant l'auto-destruction des installations. Le jeu comprend dix lunes à explorer (Janus, Mimas, Encelade, Téthys, Dione, Rhéa, Titan, Hyperion, Japet et Phoebé).
Au fil de la progression, le joueur acquiert de l'armement et de l'équipement supplémentaire en ramassant des pods. L'équipement comprend des leurres, qui permettent d'attirer les ennemis, et des caméras, qui servent à surveiller des zones à distance (elles peuvent aussi lancer des charges limités). Un radar dans l'habitacle permet de localiser les ennemis et les obstacles environnants. Les graphismes en 3D surfaces pleines sont dépouillés mais l'animation est rapide.

## Développement
Voyager est programmé par Dan Gallagher, l'auteur de Infestation (1990), avec des graphismes de Mike Crowley, et des musiques et des effets sonores de Jonathan Dunn. Le thème principal est contenu sur une cassette audio livrée avec le jeu.

## Accueil
Amiga Format 79% • C+VG 85% • CU Amiga 85% • Génération 4 93% • Tilt 16/20 • Zzap! 94%[réf. souhaitée]